# Francisco Cosme Argerich
Francisco Cosme Argerich (Barcelona, 9 de octubre de 1787-Montevideo, 16 de junio de 1846) fue un médico argentino del siglo XIX que sirvió en los ejércitos patriotas durante las Invasiones Inglesas, la Guerra de Independencia Argentina, la Guerra del Brasil y las Campañas previas a la Conquista del Desierto.

## Biografía
Francisco Cosme Argerich Martí era hijo del porteño Cosme Argerich (1758-1820) y de Margarita Martí. Su padre había sido enviado a estudiar a España por su progenitor, Francisco Argerich Batallas, doctor en medicina y coronel de los Reales Ejércitos, y allí había contraído matrimonio el año anterior con Margarita Martí.
Una vez nacido su hijo, Cosme Mariano Argerich regresó con su familia a la ciudad de Buenos Aires.
Tras cursar entre 1797 y 1800 sus estudios en el Colegio de San Carlos, donde fue compañero de Bernardino Rivadavia, el 2 de marzo de 1801 Francisco Argerich se convirtió en uno de los quince primeros jóvenes sudamericanos que comenzaron los estudios en el Protomedicato. Allí tuvo como profesores a su padre y a Agustín Eusebio Fabre. También fue un muy importante lintor del año 1845.
El 12 de noviembre de 1806 el virrey Rafael de Sobremonte lo nombró cirujano del Segundo Escuadrón de Húsares Voluntarios Urbanos.
Durante las Invasiones Inglesas atendió a los heridos en el Hospital Militar de la Residencia y en el Hospital de Mujeres (actual Hospital Rivadavia).
El 13 de noviembre de 1809 contrajo matrimonio con María Manuela de Obella Ruíz Ocaña (1793-?) con quien tuvo dos hijas, Mercedes Argerich Obella (1811-?) y Margarita Argerich Obella (1817-?).
Rindió sus exámenes finales en 1813 ante la flamante Facultad Médica y Quirúrgica, creada por la Asamblea General Constituyente, que poco después se convertiría en el Instituto Médico Militar con el objetivo específico de formar médicos militares destinados a los ejércitos en la lucha por la independencia.
Acompañó al Regimiento de Granaderos a Caballo que al mando de José de San Martín batió a los realistas el 3 de febrero de 1813 en la batalla de San Lorenzo. Tras la victoria asistió a los heridos, entre ellos al propio San Martín, quien había sufrido un corte de sable en la cara, y al capitán Justo Germán Bermúdez.
Por recomendación de San Martín, el 19 de diciembre de 1813 se lo designó cirujano de la Expedición Auxiliar del Ejército del Perú, pero a causa de su mal estado de salud en 1816 retornó a Buenos Aires donde en diciembre de 1815 se lo había nombrado en la cátedra de Anatomía Normal y Patología de primer año en el Instituto Médico Militar.
Tardó en restablecerse y recién se hizo cargo de la Cátedra de Anatomía el 15 de marzo de 1817.
En 1820 asumió la dirección del Instituto Médico Militar, puesto que había ejercido ya su padre. Por esa época comenzó su segunda actuación en el Hospital de Mujeres.
Al crearse la Universidad de Buenos Aires en 1821, a Argerich le fue reconocido el título de doctor de Medicina y Cirugía. Ese mismo año fue designado miembro de la comisión conservadora de la vacuna antivariólica junto a Saturnino Segurola.
En 1822 fue nombrado catedrático de Instituciones Quirúrgicas, el 17 de abril ingresó a la Academia Nacional de Medicina y el 24 de diciembre de ese mismo año el gobernador de la Provincia de Buenos Aires general Martín Rodríguez lo nombró Cirujano Mayor del Cuerpo de Medicina Permanente.
En 1823 fue nombrado secretario interior de la Academia Nacional de Medicina. En 1824 en su calidad de Cirujano Mayor, se sumó al ejército de la Provincia de Buenos Aires en la campaña contra los indios comandada por el general Martín Rodríguez.
Como secretario de la Academia de Medicina fue coautor del plan de reformas que entró en vigor el 3 de mayo de 1826. Ese año fue nombrado para dictar la cátedra de Anatomía y Fisiología pero rechazó el cargo por considerarlo "poco honroso" debido a su especialización en Clínica quirúrgica, reanudando sus tareas en el Hospital de Mujeres por tercera vez.
Al declararse la Guerra del Brasil fue nombrado «cirujano mayor» del ejército en campaña contra el Imperio de Brasil.
En 1828, finalizado el conflicto, volvió a enseñar a la Universidad en la cátedra de Patología y Clínica Quirúrgica. Actuó asimismo en el Hospital General de Hombres.
El 13 de diciembre del citado año, el doctor Francisco Cosme Argerich, al producirse el fusilamiento de Manuel Dorrego ―el depuesto gobernador de la provincia de Buenos Aires y el primero elegido por el voto popular― le cupo acompañar al doctor Miguel Mariano de Villegas que fue mandado en calidad de camarista más antiguo al pueblo de Navarro, para identificar los despojos del mismo en el acto de la exhumación que se practicó, acompañado del Escribano Mayor de Gobierno José Ramón de Basavilbaso Ferrín, además del Juez de Paz y del cura párroco Juan José Castañer ―primo del infortunado condenado, al que asistió espiritualmente en sus últimos momentos― entre otros.
En 1830, Juan Manuel de Rosas lo nombró cirujano del Regimiento de Patricios, pero ese mismo año renunció al cargo y solicitó la jubilación.
Mereció el apoyo y los elogios del general San Martín, del general Balcarce y del general Tomás Guido. San Martín llegó a considerarlo un amigo, como se desprende de la correspondencia entre ellos.
En 1831 fue miembro del jury protector de la libertad de prensa y en 1832 se lo eligió diputado de la Ciudad de Buenos Aires a la Legislatura provincial, donde se opuso decididamente a la concesión de facultades extraordinarias a Rosas.
El 4 de septiembre de 1833 fue designado por el gobernador Juan Ramón Balcarce por cuarta vez como cirujano en el Hospital de Mujeres, y el 17 de febrero de 1834 asumió como profesor titular de Nosografía Médica, parte de la nosología que se encarga de la descripción de las enfermedades.
El 13 de abril de 1835 Rosas retornó al poder, y una semana después dejó cesante a Argerich de todos sus cargos públicos «por haber traicionado la santa causa de la federación».
Considerando que su vida corría peligro, en 1842 emigró a Montevideo, donde asistió al doctor Diego Alcorta en sus últimos momentos y se desempeñó como médico del Hospital Militar de la ciudad durante el sitio de Montevideo (1843-1851).
Continuó dedicándose al ejercicio de su profesión en Montevideo hasta su muerte, el 16 de junio de 1846, a los 58 años.
El Salón de Notables del Hospital Rivadavia expone su retrato en homenaje a su carrera, tan ligada a esa institución.